# آرنولد بروگینک
آرنولد بروگینک (انگلیسی: Arnold Bruggink؛ زادهٔ ۲۴ ژوئیهٔ ۱۹۷۷) بازیکن سابق فوتبال اهل هلند است که در پست هافبک تهاجمی بازی می‌کرد.
وی همچنین در تیم‌های ملی فوتبال زیر ۲۱ سال هلند و هلند بازی کرده‌است.